# Bradley Brooks
Bradley Brooks (* 20. Februar 2000 in Blackburn) ist ein englischer Dartspieler.

## Karriere
Nachdem Bradley Brooks sich bei den Welsh Open 2015 ins Achtelfinale gespielt hatte, nahm er an der Development Tour teil. Zwar kam er bei der PDC Challenge Tour zweimal ins Achtelfinale, aber konnte sich nicht für die PDC World Youth Championship qualifizieren.
2018 erlangte er im Alter von 17 Jahren bei der Q-School eine Tour Card. Es folgte seine Major-Teilnahme bei den UK Open, wo er Chris Quantock bezwang, dann aber an Stephen Bunting scheiterte. Neben dem Viertelfinale beim 16. Players Championship kam er bei zwei Development Tour-Turnieren bis ins Finale. Diese verlor er allerdings mit 4:5 gegen Wessel Nijman und 1:5 gegen Luke Humphries. Bei der Junioren-Weltmeisterschaft kam er als Zweiter der Gruppe 4 nicht über die Gruppenphase hinaus.
In seinem zweiten Tour Card-Jahr scheiterte Brooks bei den UK Open wieder in der zweiten Runde, dieses Mal an Kirk Shepherd mit 4:6. Beim 4. Players Championship kam er wieder bis ins Viertelfinale, wo er an dem späteren Sieger Glen Durrant scheiterte. Bei den European Darts Matchplay in Mannheim gab er sein European-Darts-Tour-Debüt. Er gewann gegen Mark McGeeney, flog aber die Runde darauf gegen James Wade raus.
2020 holte er sich seine abgelaufene Tour Card gleich wieder zurück. Bei den UK Open kam er dieses Mal unter die letzten 64 (vierte Runde). Ende November gewann er mit 6:5 gegen Joe Davis die Junior-Weltmeisterschaft, indem er u. a. auch den auf zwei gesetzten Martin Schindler im Viertelfinale mit 6:5 schlug. Dadurch qualifizierte er sich für die Weltmeisterschaft 2021 und Grand Slam of Darts 2021.
Bei seiner ersten Weltmeisterschaftsteilnahme verlor er direkt seine Auftaktpartie gegen Dirk van Duijvenbode, als er einen 2:0-Vorsprung verspielte. Beim Grand Slam im November gelang ihm durch Siege in der Gruppenphase gegen Mervyn King und Rusty-Jake Rodriguez das Erreichen der K.o.-Phase. Im Achtelfinale verlor er jedoch knapp mit 8:10 gegen den späteren Sieger Gerwyn Price.
Bei der PDC World Darts Championship 2022 verlor Brooks eine hochkarätige Partie gegen William Borland im Last-Leg-Decider. Besonderheit erlangte dabei ebendieses letzte Leg, welches sein Gegner mit einem Neundarter für sich entschied.
Kurz darauf gewann er direkt das erste Turnier der PDC Development Tour 2022. Bei den UK Open allerdings schied Brooks ins Runde eins gegen Rowby-John Rodriguez mit 1:6 aus. Auf der PDC Pro Tour 2022 blieben die Erfolge jedoch eher aus. Er qualifizierte sich dreimal für die European Tour und gewann dabei insgesamt zwei Spiele, was jedoch nicht für eine Major-Qualifikation reichte. Für die PDC World Youth Championship 2022 war er als Tour Card-Holder qualifiziert und an Position dreizehn gesetzt. Er überstand zwar schadlos die Gruppenphase, unterlag dann aber mit 1:6 deutlich Nathan Girvan.
Bei den UK Open 2023 stieg Brooks zwar erst in der zweiten Runde ein, verlor aber dennoch mit 4:6 gegen Danny Jansen. Auf der PDC Pro Tour 2023 sah es zunächst gut aus für Brooks. Er erreichte beim Players Championship 7 das Halbfinale und qualifizierte sich bis März für fünf Events der European Darts Tour 2023. Bei diesen holte er jedoch wieder nur insgesamt zwei Siege.
Am 6. Juni gewann er wieder ein Turnier der Development Tour. Kurz darauf spielte er beim Players Championship 14 gegen Daryl Gurney einen Neundarter und erreichte das Achtelfinale. Eine Major-Qualifikation gelang ihm daraufhin jedoch erneut nicht, da in der zweiten Jahreshälfte die Ergebnisse ausblieben. Lediglich die PDC World Youth Championship 2023 konnte er noch spielen und war dabei an Position sechs gesetzt. Er spielte sich ins Achtelfinale, dass er deutlich mit 1:6 gegen Sebastian Białecki verlor. Die WM-Qualifikation gelang demnach erneut nicht für Brooks, sodass er das Jahr auf Rang 92 in der PDC Order of Merit beendete und damit seine Tour Card verlor.
Somit ging Brooks 2024 bei der Q-School an den Start und startete in der Final Stage. In dieser errang er zwei Ranglistenpunkte, jedoch keine Tour Card.
Bei der Q-School 2025 sicherte er sich mit einer außergewöhnlichen Leistung von 16 Ranglistenpunkten sowie zwei Finals und einem Viertelfinale eine Tour Card. Er blieb zwar ohne Turniersieg, aber wurde in der Rangliste Erster, sieben Punkte vor Darryl Pilgrim. Im Laufe der Saison holte er bei Players Championship 21 seinen ersten Titel auf der Pro Tour.

## Weltmeisterschaftsresultate

### PDC-Jugend
- 2018: Gruppenphase (2. in der Gruppe 4,  Tom Lonsdale und  Hampus Norrström)
- 2019: Gruppenphase (2. in der Gruppe 15,  Martin Schindler und  Erik Pu)
- 2020: Sieger (6:5-Sieg gegen  Joe Davis)
- 2021: Achtelfinale (3:5-Niederlage gegen  Kevin Doets)
- 2022: Letzte 32 (1:6-Niederlage gegen  Nathan Girvan)
- 2023: Achtelfinale (1:6-Niederlage gegen  Sebastian Białecki)
- 2024: Achtelfinale (2:6-Niederlage gegen  Nathan Rafferty)

### PDC
- 2021: 1. Runde (2:3-Niederlage gegen  Dirk van Duijvenbode)
- 2022: 1. Runde (2:3-Niederlage gegen  William Borland)

## Turnierergebnisse
| Turnier              | 2018               | 2019               | 2020               | 2021              | 2022               | 2023               | 2024               | 2025               |
| -------------------- | ------------------ | ------------------ | ------------------ | ----------------- | ------------------ | ------------------ | ------------------ | ------------------ |
| PDC-Ranking-Turniere |                    |                    |                    |                   |                    |                    |                    |                    |
| Weltmeisterschaft    | nicht qualifiziert | nicht qualifiziert | nicht qualifiziert | 1R                | 1R                 | nicht qualifiziert | nicht qualifiziert | nicht qualifiziert |
| World Masters        | nicht ausgetragen  | nicht ausgetragen  | nicht ausgetragen  | nicht ausgetragen | nicht ausgetragen  | nicht ausgetragen  | nicht ausgetragen  | 1R                 |
| UK Open              | 2R                 | 2R                 | 4R                 | 2R                | 1R                 | 2R                 | 2R                 | 2R                 |
| Grand Slam of Darts  | nicht qualifiziert | nicht qualifiziert | nicht qualifiziert | AF                | nicht qualifiziert | nicht qualifiziert | nicht qualifiziert |                    |
| Karrierestatistiken  |                    |                    |                    |                   |                    |                    |                    |                    |
| Jahresendplatzierung | 115                | 89                 | 112                | 72                | 122                | 86                 | 216                |                    |

| Legende zu den Turnierergebnissen | Legende zu den Turnierergebnissen | Legende zu den Turnierergebnissen | Legende zu den Turnierergebnissen | Legende zu den Turnierergebnissen | Legende zu den Turnierergebnissen | Legende zu den Turnierergebnissen | Legende zu den Turnierergebnissen | Legende zu den Turnierergebnissen | Legende zu den Turnierergebnissen |
| --------------------------------- | --------------------------------- | --------------------------------- | --------------------------------- | --------------------------------- | --------------------------------- | --------------------------------- | --------------------------------- | --------------------------------- | --------------------------------- |
| n/t                               | nicht teilgenommen                | n/q                               | nicht qualifiziert                | n/a                               | nicht ausgetragen                 | #R                                | Aus in jeweiliger Runde           | GP                                | Aus in der Gruppenphase           |
| AF                                | Achtelfinalist                    | VF                                | Viertelfinalist                   | HF                                | Halbfinalist                      | F                                 | Turnierfinalist                   | S                                 | Turniersieger                     |

## Titel

### PDC
- Pro Tour
  - Players Championships
    - Players Championships 2025: 21

- Secondary Tour Events
  - PDC Development Tour
    - PDC UK Development Tour 2021: 6, 8, 12
    - PDC Development Tour 2022: 1
    - PDC Development Tour 2023: 11